# Didești
Didești es una comuna ubicada en el distrito de Teleorman, Rumania.

## Superficie
Posee una superficie de 23,31 kilómetros cuadrados.

## Demografía
Hasta 2021 la población era de 1134 habitantes, con una densidad de población de 48,65 habitantes por kilómetro cuadrado.